# Арутюнян, Гаянэ Вагинаковна
Гаянэ Вагинаковна Арутюнян (род. 27 июня 1984, Ереван) — российская дзюдоистка и самбистка, призёр чемпионатов России по самбо и дзюдо, чемпионка Европы по самбо, Заслуженный мастер спорта России.

## Биография
Семья Гаянэ Арутюнян переехала из Еревана в Москву, когда ей было десять лет. Ещё в Армении она активно занималась спортивной гимнастикой. В Москве переквалифицировалась на самбо и дзюдо.
В 16 лет выполнила норматив мастера спорта России и была включена в сборную России. Её тренеры — Артюш Касемян и Вардан Восканян. Первым её большим успехом стала победа на чемпионате Европы по самбо 2004 года.
С 2010 года Гаянэ Арутюнян выступает в составе сборной команды Армении.
Приказом министра спорта № 2 от 15 января 2015 года удостоена звания Заслуженный мастер спорта России.
Заместитель директора по организационно-массовой работе спортивной школы олимпийского резерва № 9 «Шаболовка» Москомспорта.

## Спортивные результаты

### Дзюдо
- Чемпионат России среди молодёжи 2005 года — ;
- Чемпионат России по дзюдо 2006 года — ;
- Открытый чемпионат Швейцарии 2007 года — ;
- Открытый чемпионат Боснии и Герцоговины 2007 года — ;
- Чемпионат России по дзюдо 2009 года — .

### Самбо
- Чемпионат России по самбо среди женщин 2009 года — ;
- Чемпионат России по самбо среди женщин 2011 года — ;
- Чемпионат России по самбо среди женщин 2012 года — ;
- Чемпионат России по самбо среди женщин 2013 года — ;